# 安华水库
安华水库，位于中华人民共和国浙江省诸暨市安华镇，是浦阳江干流上的一座中型水库，1958年建成。水库大坝为黏土斜墙砂壳坝，坝高16.3米，总库容5880万立方米，控制流域面积635.2平方千米。水库以防洪为主，保护沪昆铁路和下游沿江村镇、农田安全。